# Xenocypris hupeinensis
Xenocypris hupeinensis е вид лъчеперка от семейство Шаранови (Cyprinidae).

## Разпространение
Видът е разпространен в Китай (Анхуей, Гуейджоу, Дзянси, Дзянсу, Съчуан, Тибет, Хубей, Хунан и Чунцин).

## Описание
На дължина достигат до 15,8 cm.